# Jak ja nie znoszę mojej córki
Jak ja nie znoszę mojej córki (I Hate My Teenage Daughter, 2011–2012) – amerykański sitcom nadawany przez stację Fox od 30 listopada 2011 roku. W Polsce nadawany na kanale Comedy Central Family od 3 września 2012 roku. Od 14 sierpnia 2016r. emitowany jest w każdą niedzielę o 17:30 w  Canal+ Family po dwa odcinki. 

## Opis fabuły
Serial opowiada o dwóch matkach, które obawiają się, że ich córki zamieniają się w takie same dziewczyny, które męczyły je w czasach liceum. 
Annie Watson (Jaime Pressly), która wychowała się w bardzo konserwatywnej rodzinie, zaczyna zauważać, że jej córka Sophie (Kristi Lauren), robi to co jej się podoba oraz poniża i wyśmiewa się z niej. Najlepsza przyjaciółka Annie; Nikki Miller (Katie Finneran), która wychowywała się z nadwagą, udając Southern Belle, dostrzega, że jest manipulowana przez córkę Mackenzie (Aisha Dee). Nawet byli mężowie kobiet nie są dobrymi ojcami. Skomplikowane relacje między byłymi małżonkami oraz dorastające córki to wyzwania, z którymi Annie i Nikki muszą się zmierzyć. 

## Obsada

### Główne
- Jaime Pressly jako Annie Watson
- Katie Finneran jako Nikki Miller
- Aisha Dee jako Mackenzie Miller, córka Nikki
- Kristi Lauren jako Sophie Watson, córka Annie
- Eric Sheffer Stevens jako Matt Gutierrez, były mąż Annie i ojciec Sophie
- Chad L. Coleman jako Gary, były mąż Nikki i ojciec Mackenizie
- Kevin Rahm jako Jack, brat Matta

### Poboczne
- Wendi McLendon-Covey jako Deanna Dunbar, dyrektorka szkoły, do której uczęszczają Mackenzie i Sophie oraz dawna koleżanka Nikki z klasy.
- Mark Consuelos jako Alejandro "Alex" Castillo, nauczyciel hiszpańskiego w community college uczęszczanym przez Annie i Nikki.

## Spis odcinków
| Światowa premiera | Polska premiera | N/o | Angielski tytuł      |
| ----------------- | --------------- | --- | -------------------- |
|                   |                 |     |                      |
| SERIA PIERWSZA    |                 |     |                      |
|                   |                 |     |                      |
| 30.11.2011        | 03.09.2012      | 01  | Pilot                |
|                   |                 |     |                      |
| 07.12.2011        | 03.09.2012      | 02  | Teenage Family Night |
|                   |                 |     |                      |
| 14.12.2011        | 10.09.2012      | 03  | Teenage Cotillion    |
|                   |                 |     |                      |
| 21.12.2011        | 10.09.2012      | 04  | Teenage Dating       |
|                   |                 |     |                      |
| 06.03.2012        | 17.09.2012      | 05  | Teenage Escuela      |
|                   |                 |     |                      |
| 13.03.2012        | 17.09.2012      | 06  | Teenage Date Night   |
|                   |                 |     |                      |
| 20.03.2012        | 24.09.2012      | 07  | Teenage Vacation     |
|                   |                 |     |                      |
| niewyemitowany    | 24.09.2012      | 08  | Teenage Girlfriends  |
|                   |                 |     |                      |
| niewyemitowany    | 01.10.2012      | 09  | Teenage Sixties      |
|                   |                 |     |                      |
| niewyemitowany    | 11.12.2012      | 10  | Teenage Cheerleading |
|                   |                 |     |                      |
| niewyemitowany    | 12.12.2013      | 11  | Teenage Party        |
|                   |                 |     |                      |
| niewyemitowany    | 13.12.2012      | 12  | Teenage Ski Trip     |
|                   |                 |     |                      |
| niewyemitowany    | 14.12.2012      | 13  | Teenage Moving Out   |
|                   |                 |     |                      |